# Daima Beltránová
Daima Mayelis Beltrán-Guisado, (* 10. září 1972 Media Luna, Kuba) je bývalá reprezentantka Kuby v judu. Je majitelkou dvou stříbrných olympijských medailí.

## Sportovní kariéra
S judem začala ve 12 letech pod vedením Giralda Brava. V roce 1991 její kariéru přibrzdilo zranění kotníku a v následujícím roce prohrála nominaci na olympijské hry v Barceloně s krajankou Estelou Rodríguezovou. S Rodríguezovou se v polovině 90. let prala o místo reprezentační jedničky a v roce 1996 byla při nominaci na olympijské hry v Atlantě opět neúspěšná. Na svou olympijskou premiéru si tak musela počkat do Sydney 2000. Po suverénním výkonu se dostala do finále, které však proti Číňance Jüan Chua protaktizovala a získala stříbrnou olympijskou medaili. V roce 2004 předvedla podobně spanilou jízdu do finále olympijských her v Athénách, ale jakoby zlatá medaile byla pro Kubánky v této váze zakletá. V zápase proti Japonce Maki Cukadaové se hned v úvodu ujala vedení po o-soto-otoši na wazari. Následně pokračovala v boji na zemi, ale přecenila své možnosti. Japonka se jí šikovně vysmekla a nasadila uširo-kesa-gatame. Získala druhou stříbrnou olympijskou medaili.

## Výsledky

### Váhové kategorie
| Turnaj                  | 1990       | 1991       | 1992       | 1993       | 1994       | 1995       | 1996       | 1997       | 1998       | 1999       | 2000       | 2001       | 2002       | 2003       | 2004       |
| Turnaj                  | 18         | 19         | 20         | 21         | 22         | 23         | 24         | 25         | 26         | 27         | 28         | 29         | 30         | 31         | 32         |
| Turnaj                  | těžká váha | těžká váha | těžká váha | těžká váha | těžká váha | těžká váha | těžká váha | těžká váha | těžká váha | těžká váha | těžká váha | těžká váha | těžká váha | těžká váha | těžká váha |
| ----------------------- | ---------- | ---------- | ---------- | ---------- | ---------- | ---------- | ---------- | ---------- | ---------- | ---------- | ---------- | ---------- | ---------- | ---------- | ---------- |
| Olympijské hry          |            |            | —          |            |            |            | —          |            |            |            | 2.         |            |            |            | 2.         |
| Mistrovství světa       |            | —          |            | —          |            | 3.         |            | 5.         |            | úč.        |            | 3.         |            | 5.         |            |
| Panamerické hry         |            | —          |            |            |            | 1.         |            |            |            | 1.         |            |            |            | 1.         |            |
| Panamerické mistrovství | —          |            | —          |            | 1.         |            | 1.         | 1.         | 1.         | —          | —          | 1.         | 1.         | —          | —          |
| MS juniorů              | 1.         |            |            |            |            |            |            |            |            |            |            |            |            |            |            |

### Bez rozdílu vah
| Turnaj                  | 1990 | 1991 | 1992 | 1993 | 1994 | 1995 | 1996 | 1997 | 1998 | 1999 | 2000 | 2001 | 2002 | 2003 | 2004 |
| Turnaj                  | 18   | 19   | 20   | 21   | 22   | 23   | 24   | 25   | 26   | 27   | 28   | 29   | 30   | 31   | 32   |
| ----------------------- | ---- | ---- | ---- | ---- | ---- | ---- | ---- | ---- | ---- | ---- | ---- | ---- | ---- | ---- | ---- |
| Mistrovství světa       |      | —    |      | 7.   |      | —    |      | 1.   |      | 1.   |      | —    |      | 3.   |      |
| Panamerické mistrovství |      |      |      |      |      |      |      |      |      | —    | —    | 1.   | 1.   | —    | —    |